# Джинкс (League of Legends)

Джинкс — персонаж медіа-франшизи League of Legends від Riot Games . Персонаж був представлений як ігровий чемпіон в оновленні однойменної відеогри 2009 року в жовтні 2013 року, яке було доповнено анімаційним музичним відео «Get Jinxed» на честь її офіційного дебюту. У вигаданому всесвіті гри Джинкс — маніакальний та імпульсивний злочинець із Зауна, який є заклятим ворогом захисниці Пілтовера Вай . Мультсеріал Netflix «Аркейн» досліджує історію походження персонажа як Павдер, молодшої сестри Вай, яку після серії особистих трагедій забирає та виховує кримінальний авторитет Сілко.
Джинкс стала одним з найпопулярніших і знакових персонажів франшизи з моменту її появи. Її образ у фільмі «Аркаейн» отримав схвальні відгуки критиків..
Концепція та створення
Ілюстратор Кеті Де Соуза опублікувала концептуальний твір «злочинця зі зброєю в руках і косою», який зрештою стане Джинкс, на дошці оголошень Riot Games для потенційних ідей.  Де Соуза хотіла створити «повністю божевільну жінку-лиходія, яка не піддається жодним реформам чи реабілітації» для League of Legends . 9/26 PBE Update: Here Comes Jinx!. Surrender at 20. 26 вересня 2013. Архів оригіналу за 4 січня 2022. Процитовано 4 січня 2022.</ref> Де Соуза також була прихильником «Attack Damage Carry» (ADC), терміна, який використовується для опису чемпіонів, які завдають високий рівень постійної шкоди в матчах. Персонаж отримав кодове ім’я «Психо-арсенал» і залишався на дошці протягом кількох місяців, доки Август Браунінг, прагнучи створити ADC із заміною зброї, не вирішив розробити її разом із Де Соузою, а її передісторію написав Грем Макніл .  Вони уникали надання їй « сексуальної персони », а натомість зображували її як бліду та струнку жінку, яка володіла непропорційно великою зброєю, щоб виділятися з-поміж інших чемпіонок Ліги .  Джокер, Голлум і актриса Хелена Бонем Картер слугували основними джерелами натхнення для персонажа Джинкс.Rafael Sánchez Casademont (23 листопада 2021). 'Arcane: League of Legends' y la escena que cita a 'Batman: Death of the Family' (y 'La matanza de Texas'). Esquire (Spanish) . Архів оригіналу за 28 січня 2022. Процитовано 12 січня 2022.</ref>
На честь дебюту Джинкс в грі на каналі League of Legends на YouTube був випущений анімаційний кліп за участю персонажа під назвою «Get Jinxed». Джинкс офіційно приєдналася до League of Legends в оновленні жовтня 2013 року. Сара Енн Вільямс озвучувала персонажку для більшості ігор і відео, в яких вона з'являлася. Пізніше походження Джинкс було розширено, коли її адаптували Крістіан Лінке та Алекс Йі для анімаційного потокового серіалу Arcane. Перший сезон вийшов на Netflix у листопаді 2021 року. Елла Пернелл озвучує Джинкс у серіалі, тоді як Міа Сінклер Дженнесс озвучує молодшу версію персонажа в першому акті.

## League of Legends
Джинкс була додана як ігровий чемпіон до списку снайперів League of Legends у жовтні 2013 року. Згідно з легендою, написаною Гремом МакНілом, Джинкс колись була молодою невинною дівчиною з Зауну, убогого підворіття утопічного міста Пілтовер. Її пов'язує темне і таємниче минуле з Вай, ще однією чемпіонкою з гри. Після дитячої трагедії Джинкс виросла і стала «маніакальною та імпульсивною», а її здатність творити хаос «стала предметом легенд». Серед її найвідоміших злочинів - випустити на волю зграю екзотичних тварин, зірвати торгівлю, заклавши вибухівку на мостах міста, та пограбувати одну з найбезпечніших скарбниць Пілтовера. Розробники гри зробили так, щоб персонаж швидко пересувався під час гри, щоб показати її хаотичну особистість та енергію.
Основна зброя Джинкс включає її міні-пушку на прізвисько «Піф-Паф»; її ударний пістолет «Заппер»; її вибухові гранати під назвою «Полум'яні рубила»; і її персоналізовану ракетну установку, яка отримала назву «Риб’ячі кістки» за дизайн, натхненний акулами.
Альтернативні скіни персонажа Джинкс у грі походять з паралельних реальностей, відокремлених від основної історії. У всесвіті «Одіссеї» Джинкс є членом міжгалактичного екіпажу, який подорожує космосом.  У всесвіті «Зоряного вартового» вона є частиною загону чарівних дівчат.  Дизайн Джинкс з Arcane також був адаптований як альтернативний скін у League of Legends.
На початку серіалу Паудер і Вай грабують пентхаус, що належить вченому Джейсу Талісу в Пілтовері. Павдер викрадає набір магічних кристалів і випадково викликає вибух.  Вони тікають назад до підземного міста, але правоохоронці Пілтовера невпинно шукають винного.  Вандер здається, щоб захистити їх, але його захоплює Сілко, його колишній брат по зброї. Павдер стежить за Вай та її прийомними братами, Майло та Клагором, коли вони вирушають, щоб врятувати Вандера, і, намагаючись допомогти їм відбити сили Сілко, вона використовує вкрадені кристали, щоб викликати потужний вибух, який призводить до смерті Вандера, Майло та Клагора, а також призвело до понівечення поплічників Сілко: Сінгеда та Севіки. У своєму горі Вай б'є Павдер і називає її " Джинкс ", перш ніж піти. Вважаючи, що її покинули, Павдер шукає розради в обіймах Сілко. 
Роки потому, Павдер носить ім'я Джинкс, яку Сілко виховував як власну доньку. Сілко взяв під контроль підземне місто, яке тепер називається Заун, і Джинкс допомагає контрабандою переправити хімічний стимулятор «Шиммер» до Пілтовера для другого повстання Сілко. Після того, як операція провалилася через втручання повстанців, відомих як «Вогняні ліхтарі», Джинкс намагається справити враження на Сілко, викравши у Джейса таємничий коштовний камінь «Гекстеґ», вбивши при цьому шістьох силовиків. Сілко просить Джинкс використати камінь як зброю і радить їй забути про своє минуле як Павдер, а новачок Кейтлін Кірамман вербує Вай, яка вже багато років була ув'язнена, щоб допомогти вистежити Джинкс. Коли Джинкс зраджує Вай, зрозумівши, що вона працює з Кейтлін, втручаються «Вогняні вогні» і забирають камінь.
Джинкс вбиває силовиків на мосту, що з’єднує Заун із Пілтовером, і повертає дорогоцінний камінь, хоча вона тяжко поранена під час зіткнення з Екко, лідером Вогнів та її другом дитинства.  Силко знаходить Джинкс і приносить її до Сінгеда, який вводить їй Шиммер, щоб залікувати її травми. Джинкс галюцинує Вай та Кейтлін, завдаючи їй болю, тому вона викрадає їх обох.  Вона також викрадає Сілко, випадково почувши, як він нарікає на вибір між незалежністю Зауна та нею як частину ультиматуму, запропонованого йому Джейсом. Джинкс змушує Вай вибирати між Кейтлін і собою. І Вай, і Сілко звертаються до Джинкс, викликаючи у неї напад паніки. Сілко виривається і ледь не стріляє у Вай, перш ніж Джинкс у психотичному припадку застрелює його. В останні хвилини Сілко знову підтверджує, що ніколи б не зрадив Джинкс, і заспокоює її, кажучи, що вона «ідеальна». Джинкс нарешті приймає свою нову ідентичність і, використавши дорогоцінний камінь для живлення ракетної установки, стріляє в раду Пілтовер саме тоді, коли вони погоджуються надати Зауну незалежність.
Після вибуху Джинкс втрачає мету, блукаючи вулицями Зауна, які після смерті Сілко впали в анархію, оскільки різні хімічні барони змагаються за контроль над провулками. Залишивши тіло Сілко в річці, де Вандер намагався його втопити, Джинкс зустрічає сироту на ім'я Іша, яку вона рятує від злочинної банди. Пізніше вона зустрічається з Севікою, де вони остаточно зближуються через те, що їх використовував Сілко, і Джинкс висловлює бажання «подивитися, як горить Підземне місто». Невдовзі її захоплює Хім-Барон Сміч, який має намір віддати її назад на Топсайд, щоб придушити бунт. Однак на місце події прибуває Севіка, якій вдається вбити Сміча та його поплічників за допомогою нової роботизованої руки, створеної Джинкс. За допомогою Севіки та Іші Джинкс заманює Кейтлін і Вай до каналізації Зауна, де вступає з ними в бійку, яка закінчується тим, що її міні-пістолет знищується, а Кейтлін відстрілює Джинк один з пальців. Перш ніж Вай встигає вбити Джинкс, прибуває Іша і намагається захистити її, до чого Кейтлін, чия мати загинула під час нападу, ставиться неоднозначно. Коли Вай намагається заспокоїти Кейтлін, Севіка активує бомбу з фарбою і відкриває повітропровід, який відкидає Кейтлін і Вай і дозволяє їм втекти. 

Після події Джинкс стає революційним символом навколо Зауна, породжуючи групу послідовників під назвою «Джинксери». Незважаючи на це, Джинкс ховається у своїй схованці з Ішею, байдужа до подій, що відбуваються ззовні. Однак, коли армія Ноксіан, яка об’єдналася з Пілтовером, щоб контролювати підземне місто, бере Ішу разом із групою Джинксерів, Джинкс і Севіка вриваються до в’язниці Стіллуотер, щоб звільнити їх. Там на них нападає звір-людина-вовк, створений Сінгедом, і Джинкс виявляє, що це Вандер.  Після того, як Вандер відступає в шахти, в яких він і Сілко працювали, Джинкс заручається допомогою Вай, яка після розриву з Кейтлін стала алкоголіком, щоб полювати на нього. У шахтах вони сперечаються про шляхи, якими вони пішли, але знаходять записку від Вандера до Сілко з вибаченнями за свої дії. Зрештою вони зустрічаються з Вандером і можуть тимчасово звільнити його розум від тваринних схильностей, зрештою прийнявши його як сім’ю. 
Сподіваючись врятувати Вандера, Джинкс і Вай вирушають до комуни, якою керує людина, відома як «Вісник», що нібито може зцілювати людей. Вісником, насправді є друг Джейса, Віктор, він вважає, що вилікувати Вандера складно, але береться за лікування. У комуні вони планують знайти там дім, але виявляють, що сили ноксіанців на чолі з Кейтлін і генералом Амбессою Медардою вистежили Вандера в комуні за допомогою Сінгеда, маючи намір використати його як зброю. Вай переконує Кейтлін перейти на бік ворога, після чого Кейтлін душить Сінгеда і намагається звільнити Вандера, водночас б'ючись із заступником Амбесси Ріктусом. Перш ніж її поранили, з'являється Джинкс, якій вдалося змусити Ішу пронести пістолет повз пацифістських послідовників Вісника, і вона стикається з Ріктусом, якого в останню мить врятував Вандер, що був при свідомості. Водночас Джейс, який усвідомлює небезпеку роботи Віктора, стріляє у Віктора і спричиняє руйнування в усій комуні, в тому числі перетворює Вандера на дикого звіра. Коли Кейтлін, Вай і Джинкс атакують Вандер і армія ноксіан, Іша використовує пістолет Джинкса, щоб спричинити потужний вибух, який вбиває її саму і дозволяє трьом врятуватися.
Впавши в глибоку депресію після смерті Іші, Джинкс добровільно здалася Кейтлін і була ув’язнена у підземеллі під її домом. Там Кейтлін просить Джинкс покаятися у своїх злочинах, але вона відмовляється, натомість благаючи Кейтлін убити її та вибачається за вбивство її матері. Потім вона стикається з галюцинацією Сілко, яка каже їй, що особистості людей насправді є в’язницями, які вони будують для себе, і що єдиний спосіб покласти край циклу насильства – це піти. Приходить Вай, намагаючись визволити Джинкс з в’язниці, але Джинкс замикає Вай в її камері, бажаючи, щоб Вай залишила її та свою провину, щоб почати нове життя, а вона має намір розірвати цикл.  Вона спалює бар Вандера та намагається вбити себе, але її зупиняє подорожуючий у часі Екко, який каже їй, що вона може почати нове життя. Переконавшись, Джинкс об’єднується з Екко та «Вогняні ліхтарі», щоб допомогти Пілтоверу та Зауну боротися з Ноксусом і Віктором, використовуючи її схованку як дирижабль. Вона та Вай зрештою б'ється з Вандером, якого Віктор взяв під контроль, не в змозі зупинити Віктора взяти під контроль усіх у Пілтовері. Після того як Джейс і Екко вдається переконати Віктора зупинитися, Джинкс і Вай прокидаються, але на них все одно нападає Вандер. Зрештою, Джинкс вирішує нібито пожертвувати собою, підірвавши Вандера та її, хоча Кейтлін зрештою виявляє докази того, що вона могла вижити. 
Джинкс була однією з перших чемпіонів із League of Legends, яка знялася у власному анімаційному музичному відео напередодні свого дебюту в грі. Композиція «Get Jinxed» Агнете Кйолсруд із гурту Djerv, яка розповідає про руйнівні подвиги Джинкс у Пілтовері, була випущена на YouTube 8 жовтня 2013 року. 
Пізніше Джинкс стала головною героїнею кліпу «Enemy» гуртів Imagine Dragons та JID, який зображує «ті частини дитинства Джинкс, які привели її до життя, пов'язаного зі злочинністю». «Enemy» був випущений на YouTube 28 жовтня 2021 року для промоції Arcane, а також став заголовним треком серіалу.

### Інші згадки
Джинкс також з'являвся в різних іграх-спін-оффах League of Legends, включаючи Teamfight Tactics, Legends of Runeterra та League of Legends: Wild Rift.Як промо для Arcane, Jinx був доданий як ігровий персонаж у PUBG Mobile, Fortnite та Among Us.
Джинкс з’являється як тренер у відеогрі Just Dance 2023 Edition для пісні Playground Беа Міллер, яку грає Селін Барон, а також як Аватар для гравців.

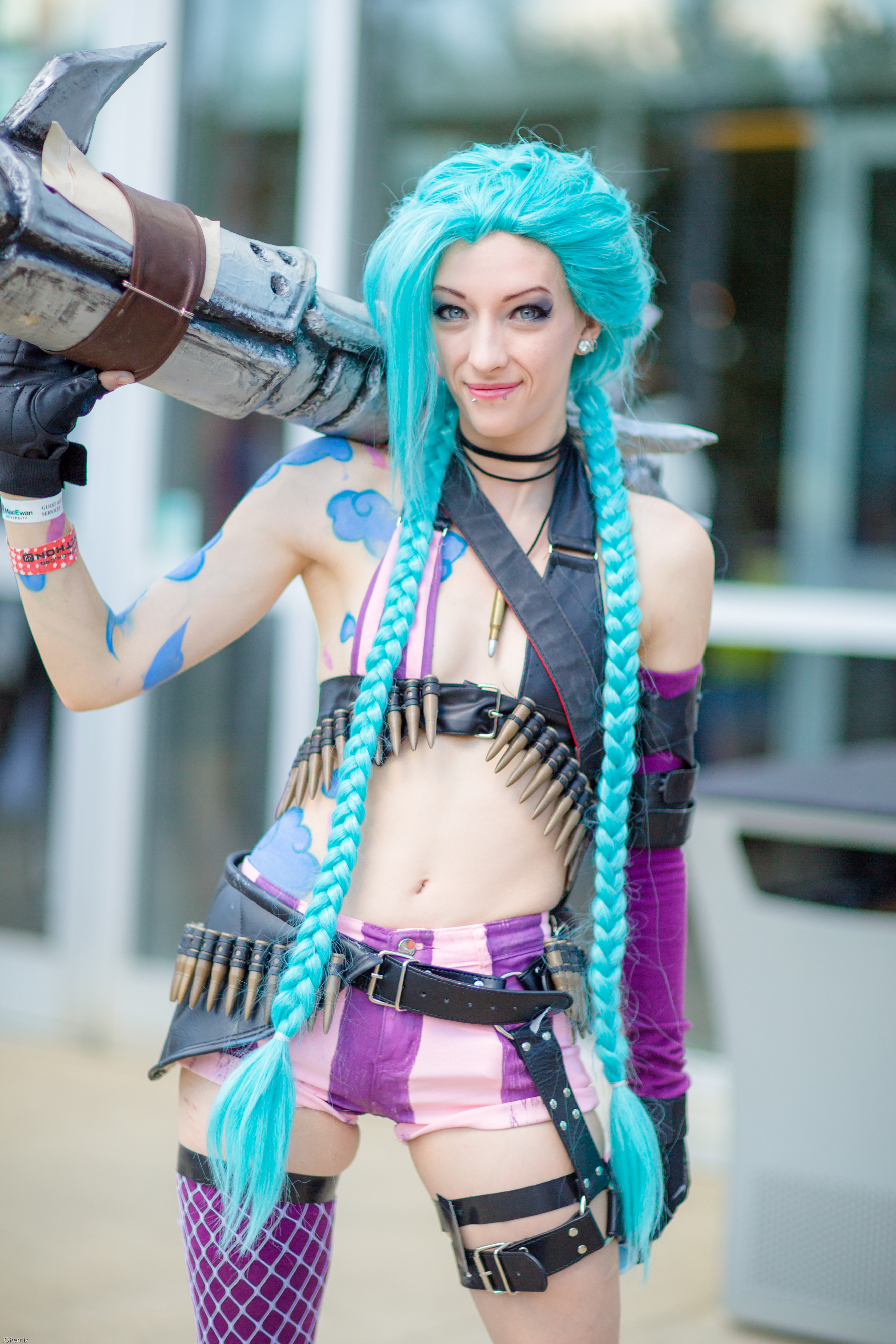
Jynx був частим об'єктом косплею.

Джинкс часто називають «улюбленцем фанатів». «та однією з найбільш культових чемпіонок League of Legends, і стала одним з найпопулярніших персонажів відеоігор для фанарта та косплею. Dot Esports пов'язує постійну популярність Джинкс з музичним кліпом «Get Jinxed» та її «магнетичним» дизайном. PC Gamer включив Джинкс до списку 23-х найбільш знакових персонажів у комп'ютерних іграх, назвавши її талісманом League of Legends. Джинкс з'являлася в численних відео для YouTube-каналу Riot Games, присвяченого League of Legends, і навіть була центральним персонажем кінематографічного стартового трейлера мобільної гри League of Legends: Wild Rift.
Зображення Джинкс в Arcane викликало широке визнання критиків і шанувальників.   Рафаель Мотамайор з IGN описав персонажа як «переконливого» і «те, що приваблює вас епізод за епізодом».   Шанувальники високо оцінили серйозне лікування психічної хвороби Джинкс у серіалі, щоб зробити її більш трагічним персонажем, а не використовувати це як примху для комедії.  Була помічена подібність між характеристиками Джинкс у Arcane та суперлиходієм DC Comics Джокером (який послужив натхненням для Джинкс із гри League of Legends ), зокрема щодо її дій у фіналі сезону.9/26 PBE Update: Here Comes Jinx!. Surrender at 20. 26 вересня 2013. Архів оригіналу за 4 січня 2022. Процитовано 4 січня 2022.</ref>Rafael Sánchez Casademont (23 листопада 2021). 'Arcane: League of Legends' y la escena que cita a 'Batman: Death of the Family' (y 'La matanza de Texas'). Esquire (Spanish) . Архів оригіналу за 28 січня 2022. Процитовано 12 січня 2022.</ref>